# Marathon van Barcelona 2002
De marathon van Barcelona 2002 werd gehouden op zondag 24 maart 2002 in Barcelona. Het was de 25e editie van deze marathon.
Bij de mannen werd de wedstrijd gewonnen door de Keniaan Benjamin Rotich in 2:12.07. Op de finish had hij ruim drie minuten voorsprong op [de Tanzaniaan Benedict Ako, die in 2:15.26 over de finish kwam. Bij de vrouwen ging Galina Zhulyeva uit Oekraïne met de hoogste eer strijken. Ze won de wedstrijd in 2:40.33.
In totaal finishten 3062 deelnemers de wedstrijd.

## Uitslagen

### Mannen
| rang   | naam             | land | tijd    |
| ------ | ---------------- | ---- | ------- |
| Goud   | Benjamin Rotich  | KEN  | 2:12.07 |
| Zilver | Benedict Ako     | TAN  | 2:15.26 |
| Brons  | Samson Kosgei    | KEN  | 2:15.28 |
| 4      | Wesley Ngeno     | KEN  | 2:15.29 |
| 5      | Sebastian Panga  | TAN  | 2:15.32 |
| 6      | David Menjo      | KEN  | 2:16.34 |
| 7      | Abdesalem Haimad | MAR  | 2:17.10 |
| 8      | Daniel Kipcheru  | KEN  | 2:17.30 |
| 9      | Benito Ojeda     | ESP  | 2:17.40 |
| 10     | Chala Kelile     | ETH  | 2:18.35 |
| 11     | Peter Musyoki    | KEN  | 2:19.03 |

### Vrouwen
| rang   | naam               | land | tijd    |
| ------ | ------------------ | ---- | ------- |
| Goud   | Galina Zhulyeva    | UKR  | 2:40.33 |
| Zilver | Tiziana Disessa    | ITA  | 2:41.14 |
| Brons  | Lyudmilla Smirnova | RUS  | 2:44.43 |

1978 ·
1979 ·
1980 ·
1981 ·
1981 ·
1983 ·
1984 ·
1985 ·
1986 ·
1987 ·
1988 ·
1989 ·
1990 ·
1991 ·
1992 ·
1993 ·
1994 ·
1995 ·
1996 ·
1997 ·
1998 ·
1999 ·
2000 ·
2001 ·
2002 ·
2003 ·
2004 ·
2005 ·
2006 ·
2007 ·
2008 ·
2009 ·
2010 ·
2011 ·
2012 ·
2013 ·
2014 ·
2015 ·
2016 ·
2017 ·
2018 ·
2019 ·
2020 ·
2021 ·
2022 ·
2023 ·
2024